# Sandra Nettelbeck
Sandra Nettelbeck est une scénariste, réalisatrice, monteuse et actrice allemande née le 4 avril 1966 à Hambourg (Allemagne).

## Filmographie

### Scénariste
- 1995 : Unbeständig und kühl (TV)
- 1998 : Mammamia (de) (TV)
- 2001 : Chère Martha (Bella Martha)
- 2004 : Sergeant Pepper
- 2013 : Mr. Morgan's Last Love
- 2018 : Was uns nicht umbringt

### Réalisatrice
- 1994 : A Certain Grace
- 1995 : Unbeständig und kühl (TV)
- 1998 : Mammamia (de) (TV)
- 2001 : Chère Martha (Bella Martha)
- 2004 : Sergeant Pepper
- 2009 : Helen (en)
- 2013 : Mr. Morgan's Last Love
- 2018 : Was uns nicht umbringt

### Monteuse
- 1998 : Mammamia (de) (TV)
- 2005 : Making of 'Sergeant Pepper' (vidéo)

### Actrice
- 1995 : Unbeständig und kühl (TV) : Ella
- 2001 : Chère Martha (Bella Martha) : Christin (Martha's sister)